# Hershey (Nebraska)
Hershey è un comune degli Stati Uniti d'America, situato nello Stato del Nebraska, nella contea di Lincoln.